# Nils Ivar Ivarsson
Nils Ivar Ivarsson, född 22 september 1925 i Rebbelberga församling, Kristianstads län, död 26 augusti 2015, var en svensk redaktör. 
Ivarsson, som var son till lantbrukare Ivar Persson och Ingeborg Johansson, avlade studentexamen i Lund 1945 samt blev filosofie kandidat 1952 och filosofie licentiat 1956. Han praktiserade som journalist på olika tidningar 1946–1951 och var journalist på Kvällsposten 1952–1954. Han var verksam på Sydsvenska Dagbladet Snällposten som biträdande kulturchef 1956–1964, redaktionschef och ansvarig utgivare 1965–1976 samt andre redaktör 1977–1986.